# Ренато Рашель
Ренато Рашель (італ. Renato Rascel, псевдонім Ренато Рануччі; 27 квітня 1912, Турин, Королівство Італія — 2 січня 1991, Рим) — італійський актор, комік, автор пісень, танцюрист, ведучий і журналіст.

## Життєпис

### Дитинство і юність
Ренато народився в Турині 27 квітня 1912 року під час гастролей арт-компанії, в якій працювали його батько Чезаре Рануччі, співак оперетти, і мати Паола Масса, балерина. Він приймає хрещення в базиліці Святого Петра у Ватикані.
Батьків Ренато робота змушувала постійно переїжджати, тому вони довірили виховання сина тітці. Ренато виріс у Римі, в старовинному районі Борґо, разом зі своєю сестрою Джузеппіною (яка померла у віці сімнадцяти років). Він відвідував Папську школу Пія IX, якою керували Брати Богоматері Милосердя, які, крім викладання в школі, організовували курси співу, музики та акторської майстерності. Уже під час участі в цих заходах Ренато виявив ознаки раннього таланту, аж до того, що у віці десяти років його приєднали до дитячого хору Сикстинської капели. Також у цей період він вперше виступив публічно як барабанщик аматорського джазового ансамблю «Circolo della Stampa».
Невдовзі він дебютував у театрі разом зі своїм батьком, який став режисером аматорського театру «Fortitudo».
Усвідомлюючи, що творча кар'єра не є найлегшою та найприбутковішою, батько намагається залучити Ренато до більш безпечної та прибуткової роботи. Деякий час хлопець працює учнем мідника, муляра та перукаря, але поклик мистецтва для нього сильніший. Ренато було лише тринадцять років, коли його на постійній основі найняв музикантом власник клубу «La Bomboniera». У п'ятнадцять Ренато приєднався до музичного ансамблю «Аркобалено». Імпресаріо неаполітанського театру Луїджі Вітоло, помітивши його, спонукає його імпровізувати танці та різні художні номери в перервах оркестру, які мають успіх у публіки.
Також у той же період Ренато грав у футбол в молодіжних командах.
На початку тридцятих років Ренато Рануччі вирішує обрати собі сценічний псевдонім і навмання вибирає ім'я «Рашель» (від назви дуже відомої на той час французької пудри).

### Початок театральної карьєри
У 1932 році Рашель був найнятий театральною трупою братів Шварц, щоб зіграти роль Сігісмондо в опереті «Al cavallino bianco», з якою він дебютував у Театро Ліріко в Мілані 24 лютого 1933 року. Саме в цей період він вирішив створити власного оригінального персонажа, вільного від акторської манери того часу, маленького щирого чоловічка, який виголошує абсурдні монологи, сповнені безрозсудних мовних вигадок (іноді з подвійним змістом). Тендітний і мініатюрний зовнішній вигляд, підкреслений занадто великим пальтом із маленькою кишенею на спині, разом із безглуздими комічними жартами, які інколи бували імпровізованими, роблять його явно нонконформістським персонажем.

### Дебют на великому екрані
Персонаж Ренато Рашеля, окрім його успіху в театрі, привернув увагу таких письменників, як Чезаре Дзаваттіні та Вітторіо Метц, які написали для нього історію та сценарій для свого першого фільму. У 1942 році почалися зйомки фільму під назвою «Рукопис у пляшці». Під час зйомок Рашель познайомився з актрисою Тіною Де Мола, в яку закохався і написав для неї пісню «Pazzo d'amore», яка стала саундтреком та назвою фільму режисера Джакомо Джентіломо. 19 липня 1943 року Рашель і Тіна Де Мола одружуються, але через кілька місяців, після падіння фашизму та окупації Риму нацистами, Рашель і його дружина, яких не любить окупаційна влада, змушені переховуватися, знайшовши притулок у Ватикані. Пізніше Рашель висловить свою вдячність за порятунок, співпрацюючи з відділом пропаганди та преси DC і взявши участь у пропагандистському фільмі «Я вибрав кохання» .

### Кіно і телебачення

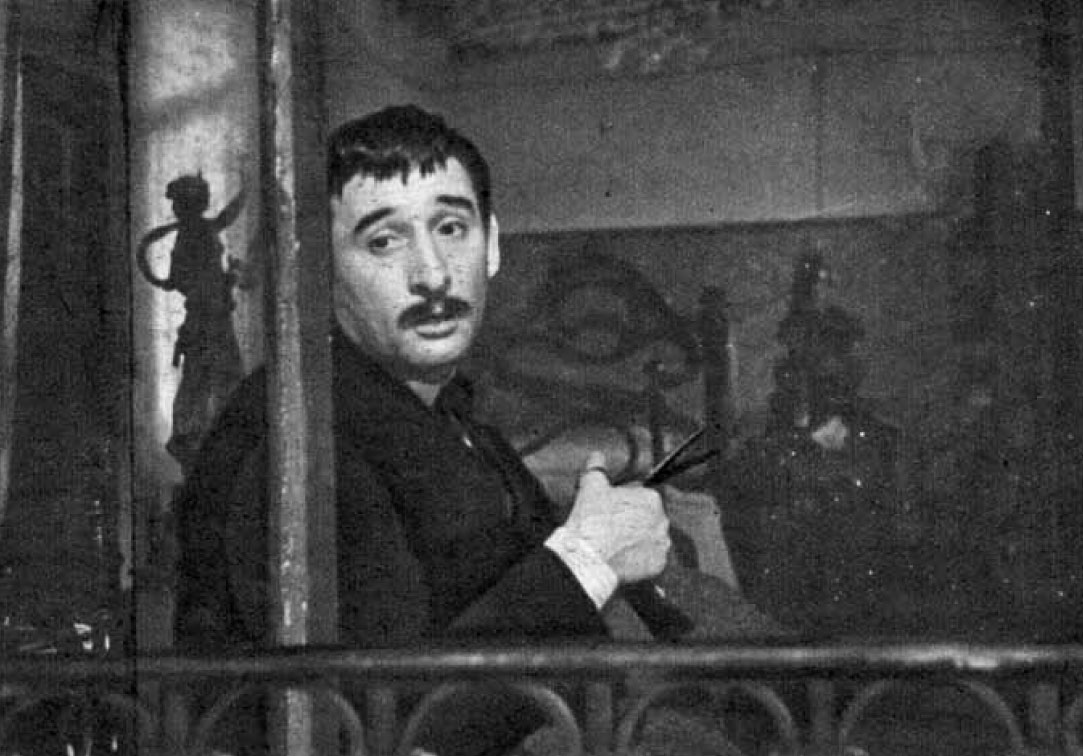
Рашель у фільмі «Пальто» режисера Альберто Латтуади, за гру в якому він ледь не був нагороджений в Каннах, а потім отримав «Срібну стрічку» в листопаді 1952 року.

Переломним для нього став 1952 рік, коли він знявся у фільмі «Пальто» режисера Альберто Латтуади за мотивами повісті Миколи Гоголя «Шинель». У цьому фільмі Рашель вперше грає драматичну роль, показавши себе повноцінним актором. Його інтерпретація принесе йому бажане визнання — премію «Срібна стрічка».
У 1953 році Рашель також в перший (і єдиний) раз спробував свої сили в кінорежисурі, знявшись разом з Валентіною Кортезе та Паоло Стоппою у фільмі «Прогулянка», по повісті Гоголя «Невський проспект», який не зміг повторити успіху «Пальто».
У 1977 році Рассел зіграв епізодичну роль у телевізійному фільмі «Ісус із Назарета» режисера Франко Дзефіреллі, де він зіграв сліпонародженого.

## Світове визнання
У 1957 році Рашель отримав міжнародну популярність своєю піснею «Arrivederci Roma», що спонукало голлівудського кінопродюсера запропонувати йому зняти фільм разом із тенором Маріо Ланца. Так народився фільм «Сім пагорбів Риму», де Рашель грає поряд із великим американським тенором і Марісою Аллазіо. Фільм вийде в прокат в Італії під назвою «Arrivederci Roma».
Того ж року з Рашелем зв'язався Тіно Россі, який попросив у нього дозволу записати французьку версію його знаменитої пісні. Між двома митцями встановлюється партнерство, засноване на взаємній симпатії та захопленні, що спонукає Рашеля прийняти важке завдання створити музику для оперети «Naples au baiser de feu», заснованої на оповіданні Огюста Баї. Оперета була поставлена в паризькому театрі Могадор 7 грудня 1957 року, і Рашель з'явився в незвичайній ролі диригента.
У 1958 році він знявся у фільмі «Come te movi, te fulmino!» режисера Маріо Маттолі. У тому ж році він також знявся у фільмі «Полікарпо» режисера Маріо Сольдаті разом із зовсім юною Карлою Гравіною. Ця роль принесла йому премію Давида ді Донателло.
У 1960 році в парі з Тоні Далларою він взяв участь у фестивалі в Сан-Ремо з піснею-переможцем «Romantica», написаною ним, з текстом за підписом Діно Верде. Пісня також візьме участь у пісенному конкурсі «Євробачення», зайнявши восьме місце.
У 1969 році Рашель вирішив назавжди покинути кіно і присвятити себе виключно музиці та театру. У вісімдесятих, по причині похилого віку, Ренато Рашель почав скорочувати свої зобов'язання. У 1986 році він останній раз виступає в театрі разом зі своїм другом Уолтером Кіарі, з яким він грає у п'єсі Семюеля Бекета «Ендшпіль». Саме цього року телебачення присвятило йому 12-серійну програму про його життя під назвою «Одного разу я… Ренато Рашель», у якій він розповідає свою історію, а також виступає зі своєю, можливо, останньою піснею «E cammina, cammina…».

## Смерть
Ренато Рашель помер у Римі в клініці Villa Alexia в ніч з 2 на 3 січня 1991 року внаслідок артеріосклерозу. Похорон відбувся вранці 5 січня в церкві художників на Пьяцца дель Пополо. Похований на цвинтарі Фламініо.

## Відзнаки
- 1953 — Премія «Срібна стрічка» за найкращу чоловічу роль за «Шинель».
- 1959 — Давид Донателло

### Інші відзнаки
- Меморіальна дошка на вулиці Фестивалю Санремо (на віа Маттеотті) в Санремо, за твір «Romantica», 2011